# Creative Computing
Creative Computing è stata una delle prime riviste ad occuparsi di microcomputer.
Fondata da David Ahl e pubblicata dal 1974 al 1985, seguiva tutti i modelli di computer, dai personal computer agli home computer. Ahl vendette poi la rivista a Ziff-Davis all'inizio degli anni 80. Tra i collaboratori più conosciuti vi erano Robert Swirsky e John J. Anderson.
Il suo formato era più accessibile rispetto a quello più tecnico presentato dalla rivista coetanea BYTE. La rivista includeva regolarmente listati in linguaggio BASIC sia di giochi che di programmi di utilità che l'utente poteva manualmente digitare. Ted Nelson, conosciuto per l'invenzione dell'ipertesto ne è stato per un breve periodo l'editore.